# 3184 Раб
3184 Раб (3184 Raab) — астероїд головного поясу, відкритий 22 серпня 1949 року.
Тіссеранів параметр щодо Юпітера — 3,319.